# 臨海醫院
臨海醫院是一所創建於1984年的私立醫療機構。於同年與臨海工業區管理中心簽約成立「臨海工業區附設綜合醫院」。於1985年附設護理之家，於1995年10月更名為「臨海醫院」。
橙田護理之家，為臨海醫療相關機構。負責醫師陳修容於2017年6月21日過世，院方申請變更負責人未果，臨海醫院於2017年7月21日結束營業，資遣全部員工。

## 組織架構
臨海醫院的組織，分為行政部門及醫療部門，董事會之下，設有院長，副院長統籌各項業務。
- 行政部門：會計室、行政室、總務室、病歷室
- 醫療部門：內科部、外科部、復健科
- 醫療相關部門：檢驗部、放射部、藥劑部、護理部、營養部、健康管理中心、物理復健中心、第一職能復健中心、第二職能復健中心

## 主要醫療服務項目
- 呼吸照護病房：收治長期依賴呼吸器且生命跡象穩定之病患、 呼吸器脫離困難者，欲執行呼吸器脫離訓練之病患。
- 一般內、外科病房：提供需要住院觀察或是治療的病患。
- 復健科：於103年5月成立，提供各項復健業務，並設有全新之復健中心。
- 健康檢查服務：針對不同的服務對象與需求，提供專業的健檢套餐服務，亦是合格的勞工體格檢查醫院。
- 護理之家：照顧患有慢性病或癱瘓以致生活無法自理者。

## 外部連結
- 臨海醫院 （页面存档备份，存于）（中文）